# Catacombe di Sant'Antioco
Le catacombe di Sant'Antioco sono un sito archeologico situato nel comune sardo di Sant'Antioco. La necropoli è una delle testimonianze più antiche del cristianesimo in Sardegna. Il sito fu ricavato mettendo in comunicazione camere funerarie puniche del V secolo a.C., affinché i primi membri della neo comunità cristiana potessero essere sepolti il più vicino possibile alla tomba di Sant'Antioco.

## Descrizione del sito

### Prima camera
Nella prima camera, quella a cui si accede dal lato destro del transetto della basilica si nota un grande sarcofago in pietra trasformato in altare, che risulterebbe essere la tomba di sant'Antioco, attualmente vuota poiché nel 1615 il corpo del martire fu rimosso su indicazione dell'arcivescovo di Cagliari Francisco de Esquivel. La tomba originale fu quindi distrutta in quell'occasione e fu poi ricostruita approssimativamente secondo le dimensioni della precedente.
Attorno alla tomba vi sono sei colonne di marmo (una delle quali incastonata in un muro, originariamente non esistente) collocate nell'XI secolo per mano dei monaci vittorini di Marsiglia che avevano in possesso la chiesa. Queste colonne servivano, forse, a creare un percorso processionale attorno alla tomba. Sul muro accanto a questa sono incementati dei marmi di spoglio.

### Seconda camera
Consiste in una tomba ad arcosolio, in origine completamente affrescata e di cui ora si conservano soltanto delle macchie. Le macchie centrali di colore formavano la figura di un uomo (Buon Pastore?).

### Terza camera
In questa camera si notano disposte delle ossa anonime per mostrare come i corpi, originariamente, fossero collocati all'interno delle tombe terragne; addossato alla parete si può notare un sarcofago che presenta ancora tracce di pittura. Si presume potesse essere una tomba a mensa.

### Quarta camera
In questa stanza, forse, vi era la sepoltura di una famiglia abbiente: lo si può dedurre dalle tracce di affresco che coprivano completamente tutto l'ambiente. Al centro, in alto, sono visibili le lettere "E VIBA", la frase completa poteva essere: IN PACE VIBAS ("che tu viva in pace". La forma "Vibas" anziché "Vivas" è un caso comune di betacismo) oppure un nome maschile  (seconda declinazione al caso vocativo - es: MARC"'E VIBAS IN PACE" ("che tu, Marco, possa vivere in pace"). In basso a destra si trova un'anfora che veniva presumibilmente utilizzata durante la sepoltura di bambini.

### Quinta camera
Questa è la camera dove, secondo la leggenda, il 13 novembre del 127 morì sant'Antioco.
Sulla parte sinistra sono visibili delle colonne che costituivano una rara tomba a baldacchino.

### Parte pagana
Qui troviamo tombe non utilizzate dai cristiani e pertanto la loro forma è intatta. Le aperture d'ingresso sono state create dagli archeologi nel secolo scorso. L'unico ingresso originario è ancora occluso da una grossa pietra ed è davanti al tramezzo centrale. Ai lati notiamo delle nicchie in cui erano posti gli effetti personali del defunto.
All'interno di questo genere di camere si seppellivano i cadaveri solitamente entro una cassa di legno avvolti da lenzuola di lino.